# رنگ‌های ملی ایتالیا

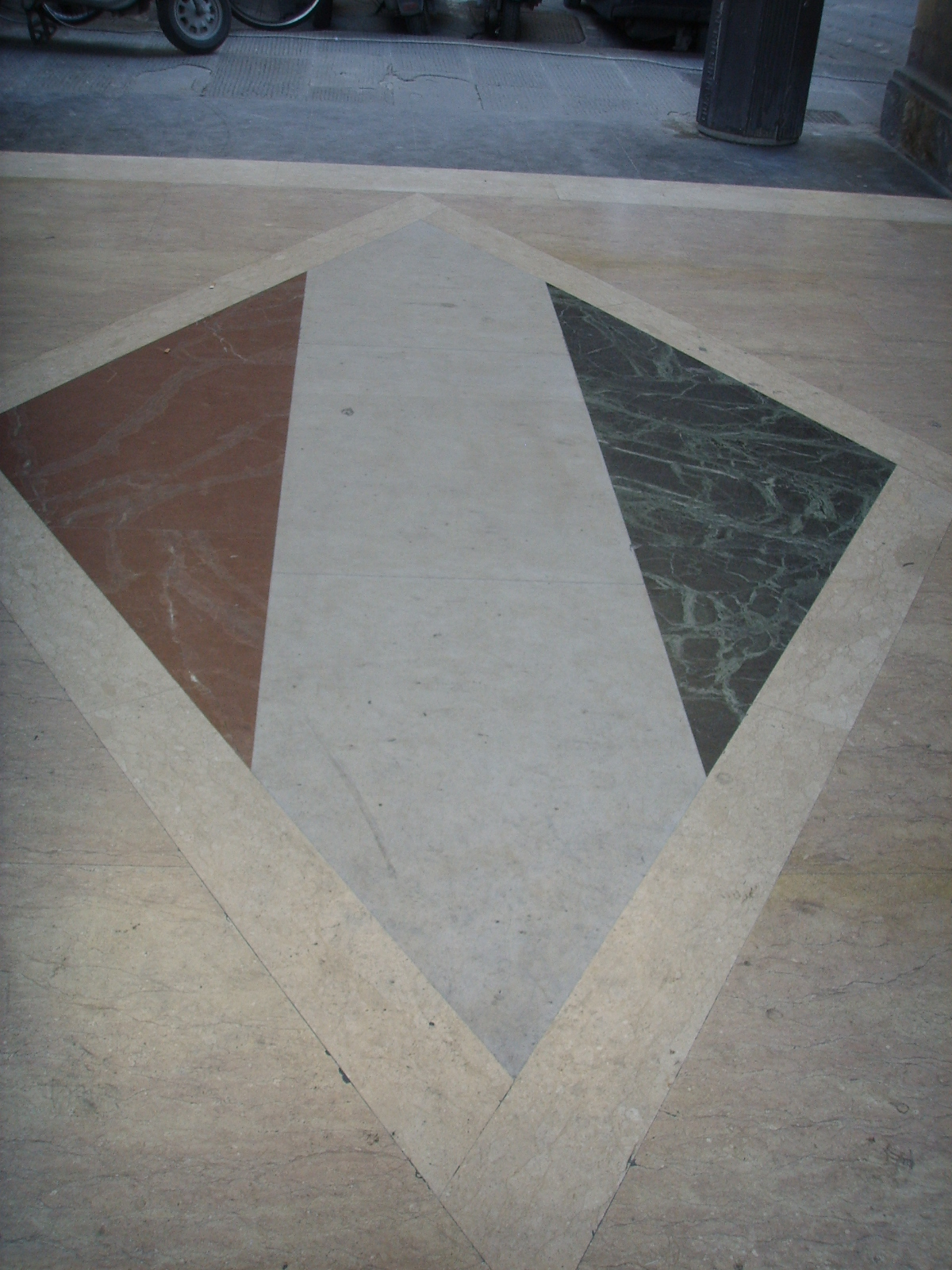
سه رنگ ملی ایتالیا که بر کف زمین پلاتزو دله پوسته در فلورانس حک شده است. پس از پدیداری این رنگ‌ها در ۲۱ اوت ۱۷۸۹ در جنوا که رنگ‌های سبز، سفید و قرمز را به رنگ‌های خاطرجمعی ایتالیایی‌ها بدل کرد و از آن زمان در میادین مختلف این ملت را نمایندگی می‌کند.

سبز، سفید و قرمز رنگ‌های ملی ایتالیا را تشکیل می‌دهند، که به جمع آن‌ها در زبان ایتالیایی il Tricolore (به فارسی: سه رنگ)، (ایتالیایی: [il trikoˈlo:re]) گفته می‌شود. این سه رنگ نخستین‌بار در تاریخ ۲۱ اوت ۱۷۸۹، در جنوا اندکی پس از انقلاب فرانسه به‌عنوان کلاه‌گره (اشکالی که بر کلاه افراد گذاشته می‌شد) پدیدار گشت، و در ۱۱ اکتبر ۱۷۹۶ در میلان برای نخستین‌بار به عنوان درفش نیروهای نظامی استفاده شد. این در حالیست که تا پیش از تاریخ ۷ ژانویه ۱۷۹۷ این رنگ‌های به‌عنوان پرچم ملی استفاده نشده بود و در این تاریخ در رجونل امیلیا این ترکیب رنگی به‌عنوان پرچم برافراشته گشت. سبز، سفید و قرمز همچنین رنگ‌های ملی بلغارستان، مجارستان، ایران، لبنان و مکزیک می‌باشد.
در میادین ورزشی، ایتالیایی‌ها به طور گسترده‌ای از رنگ لاجوردی به‌عنوان رنگ اصلی‌شان استفاده می‌کنند. این رنگ نخستین‌بار در سال ۱۹۱۰ به‌عنوان لباس اصلی تیم ملی فوتبال ایتالیا انتخاب شد که رنگ نمایش‌دهنده‌ی دودمان ساووی، که از سال ۱۸۶۱ تا ۱۹۴۶ بر ایتالیا حکومت می‌کردند. پس از اتحاد ایتالیا در سال ۱۸۶۱ این رنگ به‌عنوان رنگ اتحاد ملی ایتالیایی‌ها شناخته شد و حتی پس از همه‌پرسی سال ۱۹۴۶ نیز به‌عنوان یکی از رنگ‌های اصلی کشور ایتالیا شناخته می‌شود.
در مسابقات خودرورانی، ایتالیا به جای رنگ لاجوردی از نوعی قرمز موسوم به قرمز مسابقه‌ای (به ایتالیایی: Rosso corsa) استفاده می‌کند. در حالی‌که در سایر رشته‌ها مانند دوچرخه‌سواری و یا ورزش‌های زمستانی، اغلب اوقات ورزشکاران ایتالیایی سفید بر تن می‌کنند. 